# Mt. Angel
Mt. Angel – miasto w Stanach Zjednoczonych, w stanie Oregon, w hrabstwie Marion.